# آدم ماكدوغال
آدم ماكدوغال (بالإنجليزية: Adam MacDougall)‏ هو موسيقي أمريكي، ولد في 1 أغسطس 1974 في نيويورك في الولايات المتحدة.

## وصلات خارجية
- آدم ماكدوغال على موقع ميوزك برينز (الإنجليزية)
- آدم ماكدوغال على موقع ديسكوغز (الإنجليزية)